# Bengoshi no Kuzu
live film
Bengoshi no Kuzu (弁護士のくず, lit. Escòria d'Advocats) és un manga japonès escrit i il·lustrat per Hideo Iura sobre Takeda Masami, un nou advocat i company advocat Kuzu Motohito, amb qui Takeda fa equip, i com fan front als casos judicials diferents. Fou serialitzat a Big Comic Original. Bengoshi no Kuzu rebé el Premi de manga Shogakukan per la categoria seinen/general en 2007.
El manga fou adaptat a una sèrie de televisió de 12 episodis, que fou emesa en Tokyo Broadcasting System entre el 13 d'abril de 2006 i el 29 de juny del 2006.

## Repartiment
- Etsushi Toyokawa com Kuzu Motohito
- Hideaki Ito com Takeda Masami
- Aki Hoshino com Omata Yuka
- Fuyuki Moto com Kunimitsu Yuujiro
- Soichiro Kitamura com Shiraishi Makoto
- Reiko Takashima com Kato Tetsuko

## Premis
- 49é Television Drama Academy Awards Millor actor principal: Toyokawa Etsushi
- 49è Television Drama Academy Awards Millor actor de repartiment: Ito Hideaki